# Frequentiespectrum

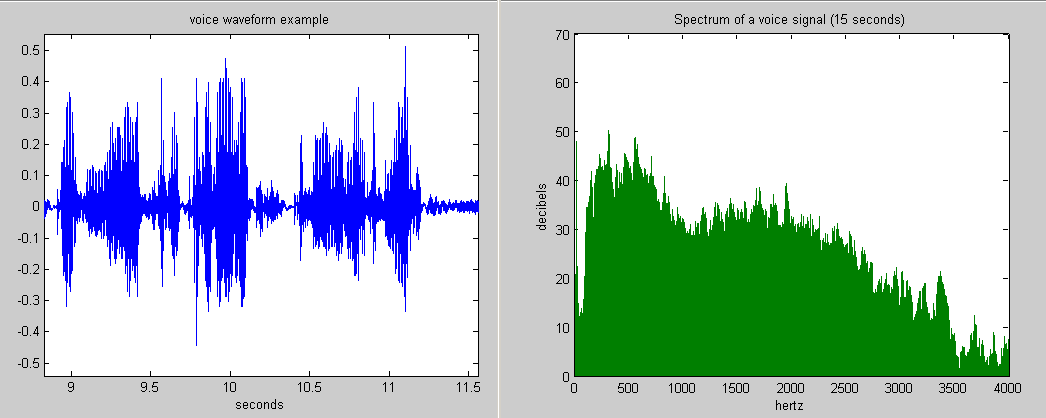
Voorbeeld van een geluidssignaal van een stem en zijn frequentiespectrum

In de wiskunde, natuurkunde en signaaltheorie is het frequentiespectrum van een signaal de weergave van het signaal als functie van de daarin aanwezige frequenties. Het frequentiespectrum is de voorstelling van het signaal in het frequentiedomein, waaraan afgelezen kan worden welke frequenties in het signaal aanwezig zijn en met welke sterkte.
Een signaal kan opgebouwd gedacht worden uit sinusvormige basisfuncties. Het frequentiespectrum, dat bepaald kan worden door een fouriertransformatie van het signaal, geeft aan wat de sterkte van deze basisfuncties in het signaal is. 
Een frequentiespectrum bevat zowel amplitude- als fase-informatie. Het vermogensspectrum is dat deel van het frequentiespectrum dat aangeeft hoeveel energie van de functie ligt in een bepaalde frequentieband, zonder acht te slaan op de fase.

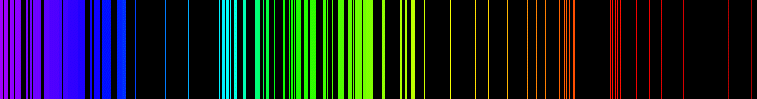
Elektromagnetisch emissiespectrum van ijzer in het zichtbaar licht.

## Geluid
Het frequentiespectrum van geluid geeft voor de verschillende toonhoogten (frequenties) de amplitude van het geluid weer, meestal op een logaritmische schaal. De amplitude wordt weergegeven in decibel, vaak in dB(A). De frequentie wordt in frequentiebanden verdeeld. Men gebruikt dan octaaf- of 1/3 octaafbanden (ook wel aangeduid met tertsbanden, naar het muzikale interval de terts). 
Soms wordt het geluidsspectrum uitgezet tegen constante frequentiebanden, bijvoorbeeld met een bandbreedte van 1 Hz. Daarvoor wordt vaak een FFT-analyse toegepast op het geluidssignaal.
De centrumfrequenties daarvan zijn internationaal vastgesteld. In het hoorbare gebied zijn deze centrumfrequenties:
| octaaf | terts |
| ------ | ----- |
| 31,5   | 25    |
| 31,5   | 31,5  |
| 31,5   | 40    |
| 63     | 50    |
| 63     | 63    |
| 63     | 80    |
| 125    | 100   |
| 125    | 125   |
| 125    | 160   |
| 250    | 200   |
| 250    | 250   |
| 250    | 315   |
| 500    | 400   |
| 500    | 500   |
| 500    | 630   |
| 1000   | 800   |
| 1000   | 1000  |
| 1000   | 1250  |
| 2000   | 1600  |
| 2000   | 2000  |
| 2000   | 2500  |
| 4000   | 3150  |
| 4000   | 4000  |
| 4000   | 5000  |
| 8000   | 6300  |
| 8000   | 8000  |
| 8000   | 10000 |
| 16000  | 12500 |
| 16000  | 16000 |
| 16000  | 20000 |